# Tetrastichus flavipes
Tetrastichus flavipes är en stekelart som beskrevs av William Harris Ashmead 1886. Tetrastichus flavipes ingår i släktet Tetrastichus och familjen finglanssteklar. Inga underarter finns listade i Catalogue of Life.